# Tryon (Nebraska)
Tryon è un census-designated place (CDP) degli Stati Uniti d'America, situato nello stato del Nebraska, nella contea di McPherson, della quale è il capoluogo.